# Bantice
Bantice település Csehországban, a Znojmói járásban. Bantice Těšetice, Prosiměřice, Práče és Tasovice településekkel határos. Lakosainak száma 291 fő (2024. január 1.).

## Népesség
A település lakosságának változását az alábbi diagram mutatja:
| Lakosok száma | 323  | 372  | 389  | 341  | 225  | 285  | 274  | 289  | 286  | 291  |
|               | 1869 | 1900 | 1921 | 1961 | 1980 | 2011 | 2016 | 2019 | 2021 | 2024 |